# Định lý Brianchon

Định lý Brianchon: Đường chéo của lục giác ngoại tiếp đường conic sẽ đồng quy

Trong hình học phẳng định lý Brianchon phát biểu rằng nếu một lục giác ngoại tiếp một conic (đường bậc hai) thì 3 đường chéo chính của nó đồng quy.
Định lý Brianchon có thể được chứng minh bằng cách sử dụng định lý Pascal thông qua tính chất cực đối cực. Định lý Brianchon được nhà toán học Charles-Julien Brianchon (1785-1864) chứng minh năm 1806 một cách độc lập mà không sử dụng định lý Pascal.